# Wahlkreis St. Gallen
Der Wahlkreis St. Gallen ist eine Verwaltungseinheit des Schweizer Kantons St. Gallen, die nach der neuen St. Galler Kantonsverfassung vom 10. Juni 2001 gebildet wurde. Er besteht seit dem 1. Januar 2003 aus den ehemaligen Bezirken St. Gallen und Gossau sowie einer Gemeinde aus dem früheren Bezirk Rorschach (Eggersriet).

## Politik

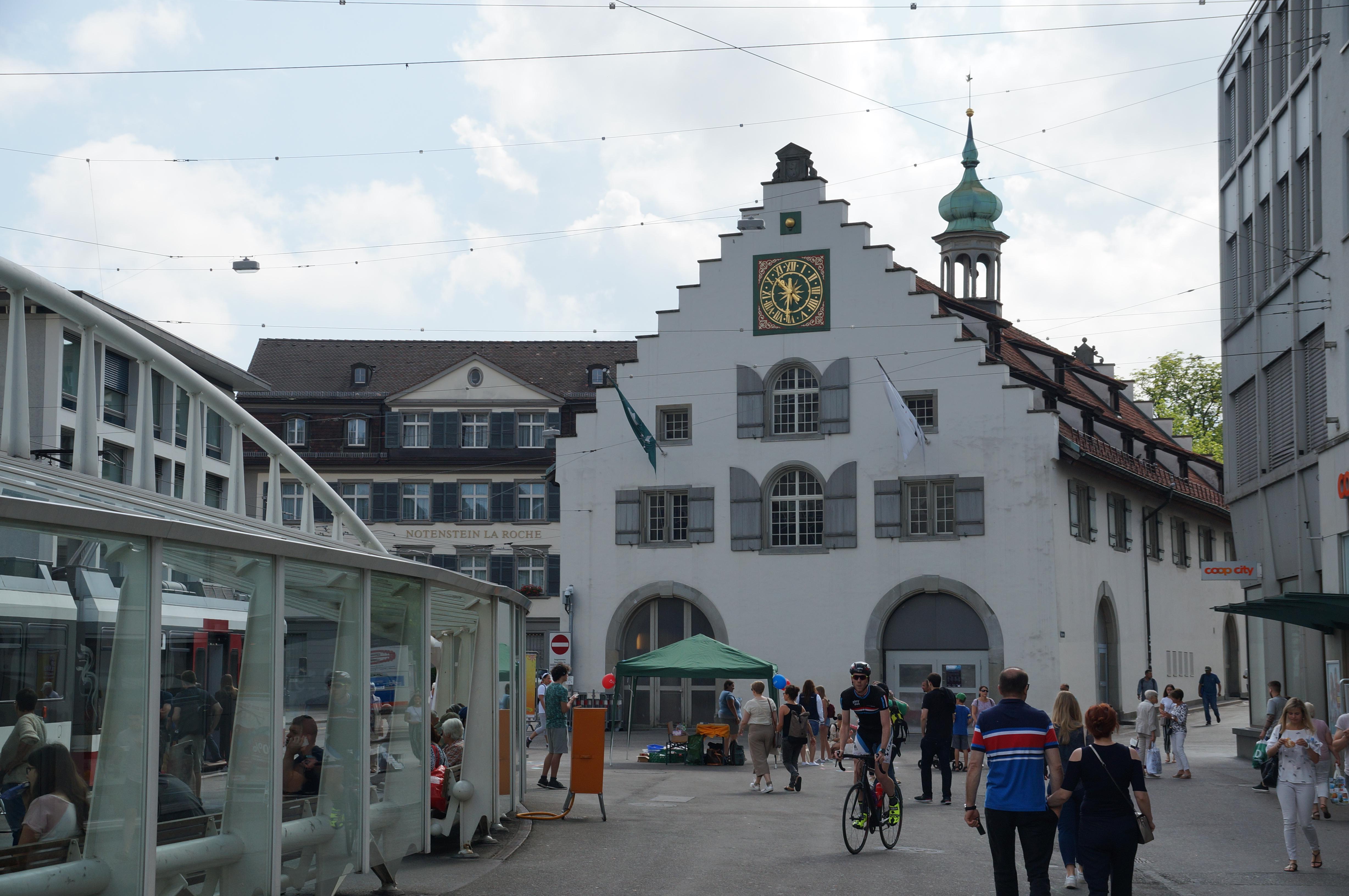
Für die Neugestaltung des Marktplatzes waren bis 2020 drei Volksabstimmungen nötig.

Die Entwicklung und der Erfolg der Ostschweizer Metropole im Standortwettbewerb der Städte und Regionen ist von verschiedenen städtebaulichen Projekten abhängig. Hierzu gehört u. a. die Neugestaltung des Marktplatzes von St. Gallen. Am 27. September 2020 hat das Stimmvolk nach zwei gescheiterten Anläufen in den Jahren 2011 und 2015 in der dritten Volksabstimmung der Neugestaltung von Marktplatz und Bohl zugestimmt. Im Ergebnis votierten 16642 Stimmbürgerinnen und Stimmbürger mit ja, 8801 mit nein. Es gab 628 leere Stimmzettel. Weitere wichtige Projekte stellen auch der Bahnhof St. Fiden als städtebauliche Entwicklung dar, die S-Bahn St. Gallen mit der Diskussion um den Viertelstundentakt und der Ausbau des Velonetzes für die Radfahrer. Nördlich des Hauptbahnhofs dient derzeit eine Brache an bester Lage zwischen Lokremise und Fachhochschule als Parkplatz.
| Wahljahr                 | 2004 | 2008 | 2012 | 2016 | 2020 | 2024 |
| Grüne                    | 2    | 1    | 2    | 2    | 3    | 2    |
| SP                       | 11   | 6    | 7    | 7    | 6    | 7    |
| EVP                      | 1    | 1    | 1    |      | 1    | 1    |
| GLP                      | 2    | 1    | 2    | 1    | 3    | 3    |
| RegioStadt               | 1    |      |      |      |      |      |
| Die Mitte (bis 2020 CVP) | 12   | 7    | 6    | 6    | 5    | 5    |
| BDP                      |      |      | 1    |      |      |      |
| FDP                      | 7    | 6    | 5    | 6    | 5    | 4    |
| SVP                      | 9    | 8    | 6    | 7    | 6    | 7    |
| insgesamt                | 45   | 30   | 30   | 29   | 29   | 29   |

| Sitze im Kantonsrat (2024–2028)                                                      |
| Insgesamt 29 Sitze - Grüne: 2 - SP: 7 - EVP: 1 - GLP: 3 - Mitte: 5 - FDP: 4 - SVP: 7 |

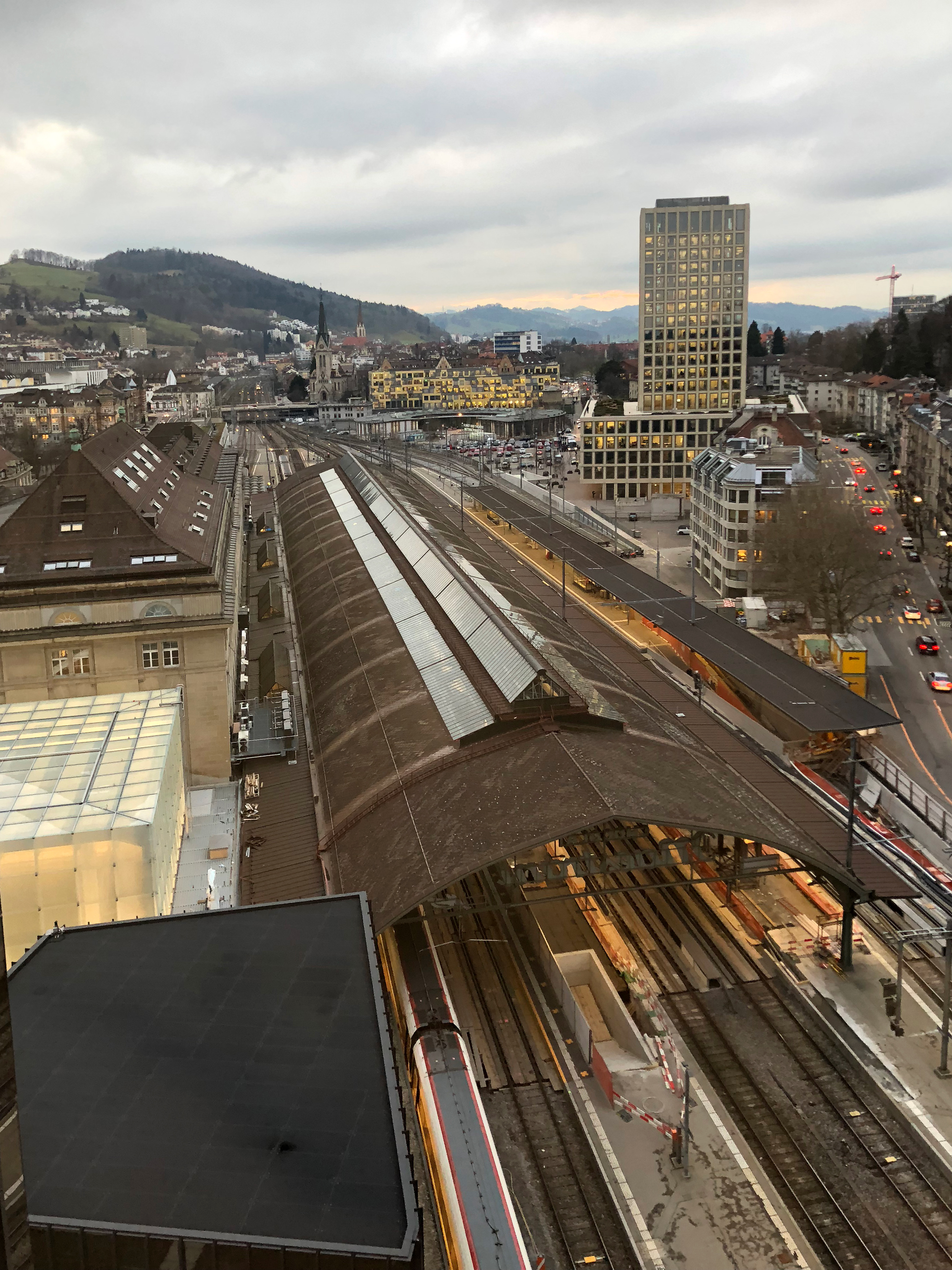
In der Gallusstadt tut man sich schwer mit städtebaulichen Würfen.

Stärken der Stadtregion sind ihre überschaubare Grösse, der günstige Wohnraum und das vielfältige kulturelle Angebot.
Der Wahlkreis St. Gallen ist der grösste im Kanton. Seine Parteienlandschaft ist, unter anderem mit der grossen Anzahl zu vergebender Mandate, sehr vielfältig. Es ist somit auch für kleinere Gruppierungen attraktiv, sich an den Wahlen zu beteiligen. 2004 waren die Christdemokraten (CVP) die dominierende politische Kraft im Wahlkreis. 2008 ging der erste Platz an die SVP – und seit 2012 an die Sozialdemokraten (SP).

## Politische Gliederung
Der Wahlkreis umfasst folgende Gemeinden:
| Wappen       | Name der Gemeinde | Einwohner (31. Dezember 2023) | Fläche in km² | Einw. pro km² |
| ------------ | ----------------- | ----------------------------- | ------------- | ------------- |
| Andwil       | Andwil (SG)       | 2128                          | 6,31          | 337           |
| Eggersriet   | Eggersriet        | 2475                          | 8,90          | 278           |
| Gaiserwald   | Gaiserwald        | 8609                          | 12,63         | 682           |
| Gossau       | Gossau (SG)       | 18'454                        | 27,51         | 671           |
| Häggenschwil | Häggenschwil      | 1431                          | 9,07          | 158           |
| Muolen       | Muolen            | 1257                          | 10,33         | 122           |
| St. Gallen   | St. Gallen        | 78'213                        | 39,38         | 1986          |
| Waldkirch    | Waldkirch         | 3544                          | 31,34         | 113           |
| Wittenbach   | Wittenbach        | 10'026                        | 12,20         | 822           |
| Total (9)    | Total (9)         | 126'137                       | 157,67        | 800           |